# 库尔加姆
库尔加姆（Kulgam），是印度查谟和克什米尔庫爾加姆縣的一个城镇。总人口13523（2001年）。

## 人口
该地2001年总人口13523人，其中男性7517人，女性6006人；0—6岁人口1450人，其中男724人，女726人；识字率51.80%，其中男性为63.14%，女性为37.61%。